# 老港镇
老港镇是中国上海市浦东新区下辖的一个镇。主要产业为针织服装、电子电缆、化工冶金、食品加工。镇政府位于中港镇建中路7号。2012年9月19日老港镇大治河以南（不含大河村和东河村）区域并入了新成立的南汇新城镇，原有行政区划不变。面积38.9平方公里。境內有老港垃圾填埋场。

## 行政区划
老港镇下辖老港居委会、滨海居委会、牛肚村村委会、中港村村委会、成日村村委会、建港村村委会、东河村村委会、大河村村委会、欣河村村委会。